# بوب بروكي
بوب بروكي (بالإنجليزية: Bob Brockie)‏ هو كاتب العمود ورسام كارتون وعالم نيوزيلندي، ولد في 1932.